# Pierre Andersson
John Pierre Andersson, född 29 december 1969 i Östergötland (Motala), är en svensk ingenjör och journalist, bosatt i Skogås söder om Stockholm.
Andersson är högskoleingenjör från Linköpings universitet, har även läst statskunskap vid Södertörns högskola samt gått Poppius journalistskola. Han har varit redaktör på tidningen ETC och UNF:s organ Motdrag samt frilansat för Internetworld, Proffsfoto och CAP&Design. Han är sedan 1 januari 2010 chefredaktör för IOGT-NTOs tidning Accent och efterträdde då Eva Åhlström.